# Saudijskoarapski znakovni jezik
Saudijskoarapski znakovni jezik (ISO 639-3: sdl), znakovni jezik gluhih osoba kojim se koristi nepoznat broj osoba u Saudijskoj Arabiji. Populacija gluhih u Saudijskoj Arabiji u novije vrijeme iznosi preko 1 100 000 osoba

## Vanjske poveznice
- Ethnologue (14th)
- Ethnologue (15th)
- Saudi Arabian Sign Language